# Alice Fleury
Alice Fleury (20 oktober 1995) is een Belgische atlete, die gespecialiseerd is in het speerwerpen. Zij veroverde één Belgische titel.

## Biografie
Fleury werd in 2013 in afwezigheid van Melissa Dupré voor het eerst Belgisch kampioene.
Fleury was aangesloten bij AC Lessen,  US Doornik en Mons-Obourg Hainaut Athlétique (MOHA).

## Belgische kampioenschappen
| Onderdeel   | Jaar |
| ----------- | ---- |
| speerwerpen | 2013 |

## Persoonlijk record
| Onderdeel   | Prestatie | Datum       | Plaats  |
| ----------- | --------- | ----------- | ------- |
| speerwerpen | 46,20 m   | 24 mei 2014 | Lokeren |

## Palmares
speerwerpen
- 2013:  BK AC –  44,74 m